# Попсуевка (Ветковский район)
Попсуевка (бел. Папсуеўка) — деревня в Ветковском горсовете Ветковского района Гомельской области Белоруссии.
В результате катастрофы на Чернобыльской АЭС и радиационного загрязнения жители (108 семей) переселены в 1991 году в чистые места.

## География

### Расположение
В 15 км на восток от Ветки, 37 км от Гомеля, 26 км от железнодорожной станции Добруш (на линии Гомель — Вышков).

## Транспортная сеть
На автодороге Старое Закружье — Ветка. Планировка состоит из прямолинейной улицы, ориентированной почти широтно и застроенной двусторонне, деревянными домами усадебного типа.

## История
По письменным источникам известна с начала XVIII века как слобода в составе поместья Хальч в Речицком повете Минского воеводства Великого княжества Литовского. Основана староверами, которые убежали из России. После 1-го раздела Речи Посполитой (1772 год) в составе Российской империи. С 1775 года деревня находилась во владении фельдмаршала графа П. А. Румянцева-Задунайского. С 1834 года владение фельдмаршала графа И. Ф. Паскевича. В середине XIX века имелась староверческая часовня. С 1880 года действовал хлебозапасный магазин. Согласно переписи 1897 года располагались: староверческий молитвенный дом, хлебозапасный магазин, ветряная мельница, лавка. В 1909 году 2 слободы. В скором времени они объединились и составили один населённый пункт. В 1926 году работали почтовое отделение, начальная школа, лавка.
С 8 декабря 1926 года по 30 декабря 1927 года центр Попсуевского сельсовета Ветковского района Гомельского округа. В 1930 году организованы колхозы «Передовик» и «Победитель», работали ветряная мельница (с 1929 года), 2 кузницы, шерсточесальня. Во время Великой Отечественной войны на фронтах и в партизанской борьбе погибли 145 жителей из деревень колхоза «Победитель», в память о погибших в 1968 году в центре деревни установлены 12-метровый обелиск, скульптура воина и стела с именами павших. В 1959 году была центром колхоза «Победитель». Размещались механическая мастерская, начальная школа, клуб, библиотека, ветеринарный участок, отделение связи, магазин.
В 1965 году в деревню переселились жители соседнего посёлка Красная Победа.

## Население

### Численность
- 2010 год — жителей нет.

### Динамика
- 1897 год — 44 двора, 396 жителей (согласно переписи).
- 1909 год — в одной слободе — 65 дворов, 240 жителей, во второй — 41 двор, 181 житель.
- 1926 год — 148 дворов, 720 жителей.
- 1959 год — 362 жителя (согласно переписи).
- 1991 год — жители (108 семей) переселены.